# Нарвский замок

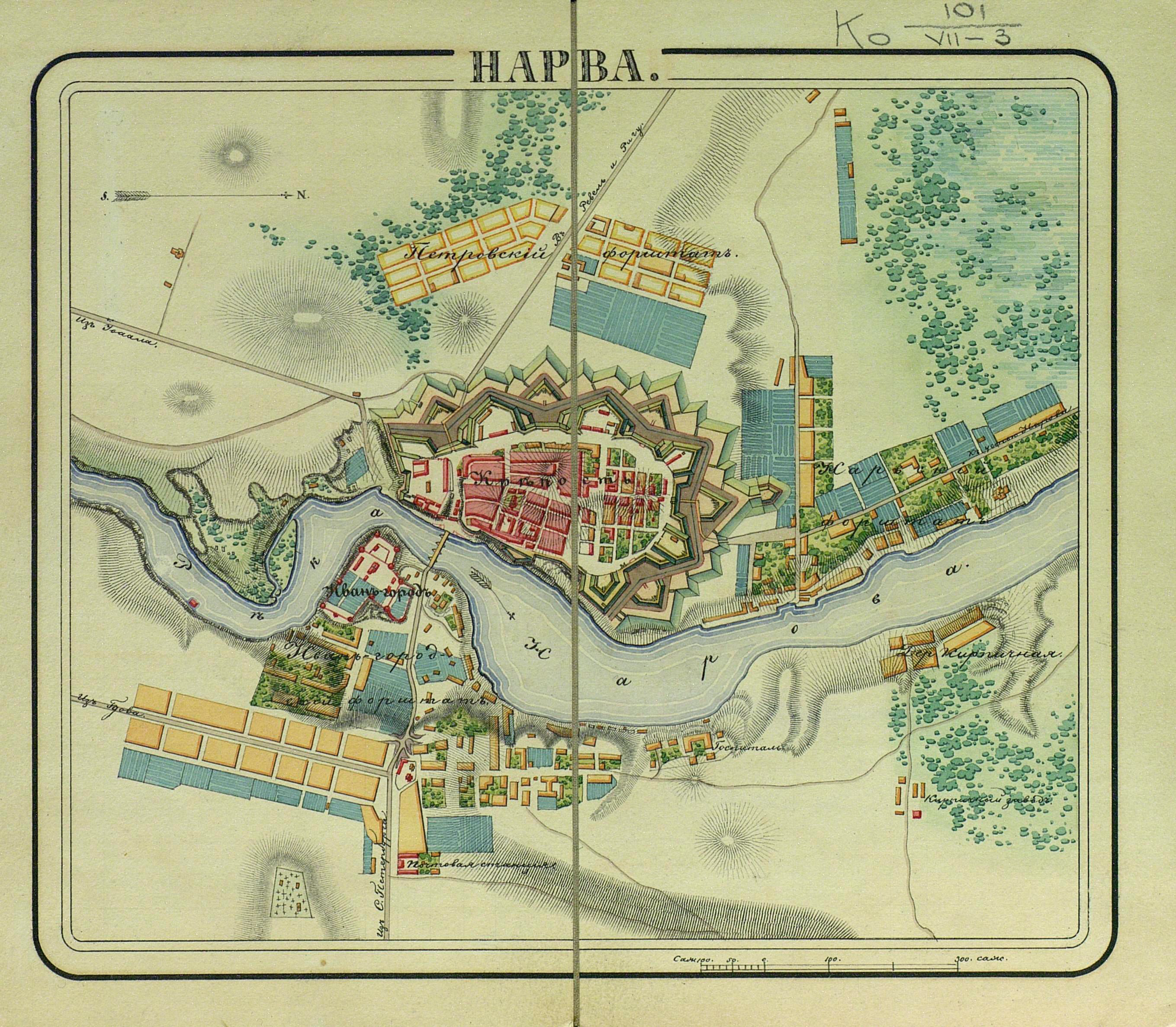

На́рвский за́мок, или замок Германа (эст. Hermanni linnus), — средневековый замок в городе Нарва, Эстония, расположенный на берегу реки Нарва (Нарова) и основанный датчанами в XIII веке. За свою историю замок принадлежал Дании, Ливонскому ордену, России, Швеции, Германии и Эстонии. Во время Второй мировой войны был сильно повреждён, как и большая часть Нарвы. Сегодня замок частично восстановлен, в нём находится городской музей, библиотека и другие учреждения.
Напротив замка Герман, на российском берегу реки Нарва (реки Нарова), находится Ивангородская крепость.

## История
Точный возраст Нарвского замка и города до сих пор вызывает спор среди историков. Но большинство из них сходится в последовательности событий. В XIII веке завоевавшие Северную Эстонию датчане построили деревянные укрепления на месте пересечения реки Нарвы со «старой дорогой». Под защитой этих укреплений местное поселение развивается в городе Нарва, которое в начале XIV века приобретает ганзейские привилегии. В начале XIV века датчане начинают строить каменную крепость, которая впоследствии получает название замок Германа.

### Хронология
- 1329 год — первое письменное упоминание о замке.
- С 1341 года до 1342 года — возведение обширного укрепления форбург возле западной стены замка.
- 1347 год — датский король продал Северную Эстонию, включая Нарву, Ливонскому ордену.
- XIV век — постройка первой части башни Германа.
- 1492 год — возведение Ивангородской крепости на противоположном берегу Нарвы.
- Конец XV века — начало XVI века — строительство дополнительной защитной стены, окружившей город (снесена в 1777 году).
- Начало и середина XVI века — продолжение строительства башни Германа.
- 1558 год — взятие замка русскими войсками.
- 1581 год — захват замка Швецией, и до 9 августа 1704 года — замок находился в шведском владении.
- С 1676 года до 1680 года — строительство дополнительных укреплений, в частности были построены: бастион Врангель (англ. Wrangel), башня для защиты скотопрогонных ворот. Также ряд уже построенных сооружений были перестроены и укреплены.
- 1683 год — принятие нового плана по строительству дополнительных укреплений в городе. Новый план был подготовлен выдающемся инженером Эриком Дальбергом и одобрен шведским королём.
- 1684 год — начало строительства дополнительных бастионных укреплений. В результате без изменений осталась лишь стена замка, выходящая на реку Нарва. А западная и северная часть крепости были сильно расширены и укреплены бастионами. Строительство продолжалось вплоть до 1704 года. И в итоге было построено 6 бастионов и укрепление Спес (Надежда), однако шведам не удалось завершить реконструкцию бастионов Врангель и Пакс (Мир).
- 1700 год — замок был осаждён русскими войсками, и под его стенами произошла битва при Нарве.
- 1704 год — завоевание Нарвского замка русскими войсками под руководством Петра I в ходе Северной войны[2].
- 1822 год — завершение строительства Западных ворот, расположенных между бастионами Триумф и Фортуна.
- 1863 год — Нарва теряет статус города-крепости. Под руководством инженера Модеста Резвого было начало восстановление замка[3], около Тёмных ворот Нарвских укреплений начинается строительство парка.
- 1875 год — снос Тёмных ворот.
- С 3 марта 1918 года до 11 ноября 1918 года — завоевание Нарвского замка Германией.
- С 12 ноября 1918 года до 28 ноября 1918 года — переходный период до вывода немецких войск из Эстонии. По договору от 19 ноября 1918 года замок контролировался немцами, так как там находился их гарнизон.
- С 1941 года до 1945 года в ходе военных действий Второй мировой войны замок был сильно поврежден.
- 1950 год — начало реставрации замка.
- 1986 год — закончен первый этап реставрации Нарвского замка.
- 1989 год — открыта экспозиция, охватывающей период с XIII века до начала XVIII века.

В наши дни продолжается реставрация замка. В башне Германа и в старейшей части замка располагается Нарвский музей, а на бастионах Нарвских укреплений располагается парк.

## Галерея

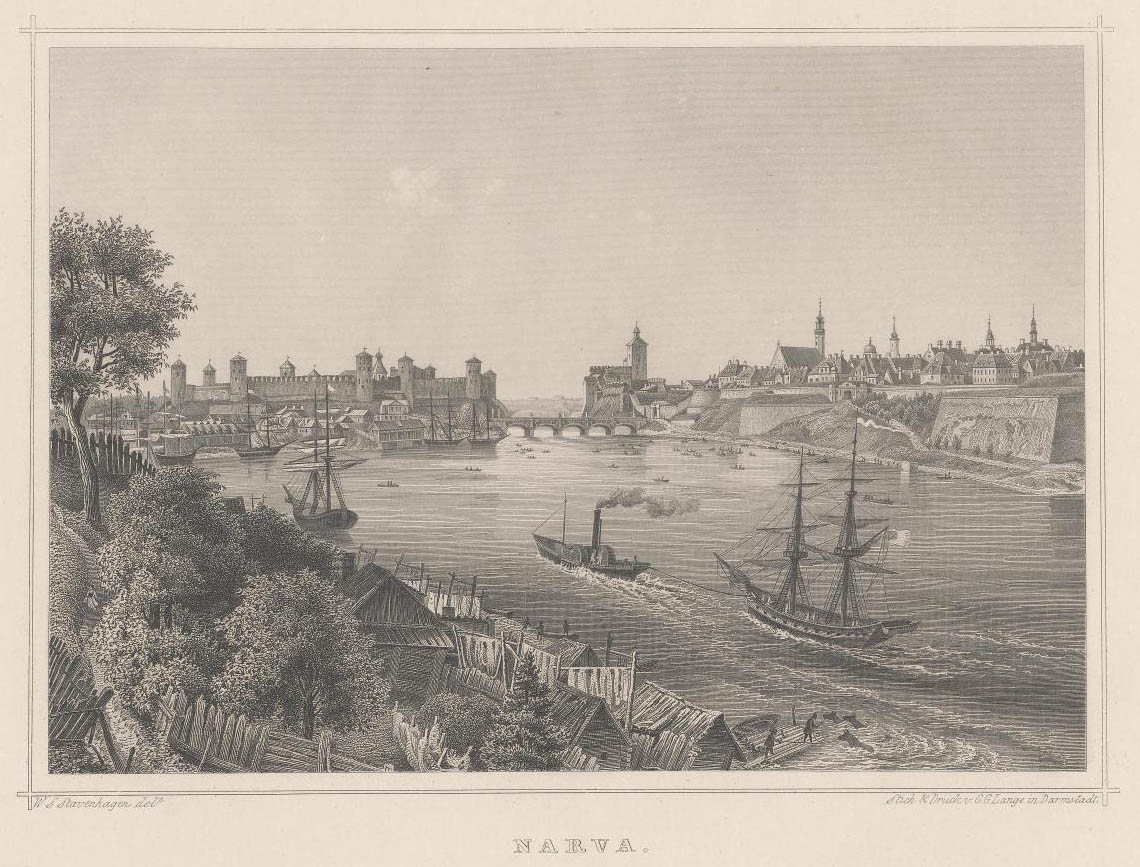
1860-е
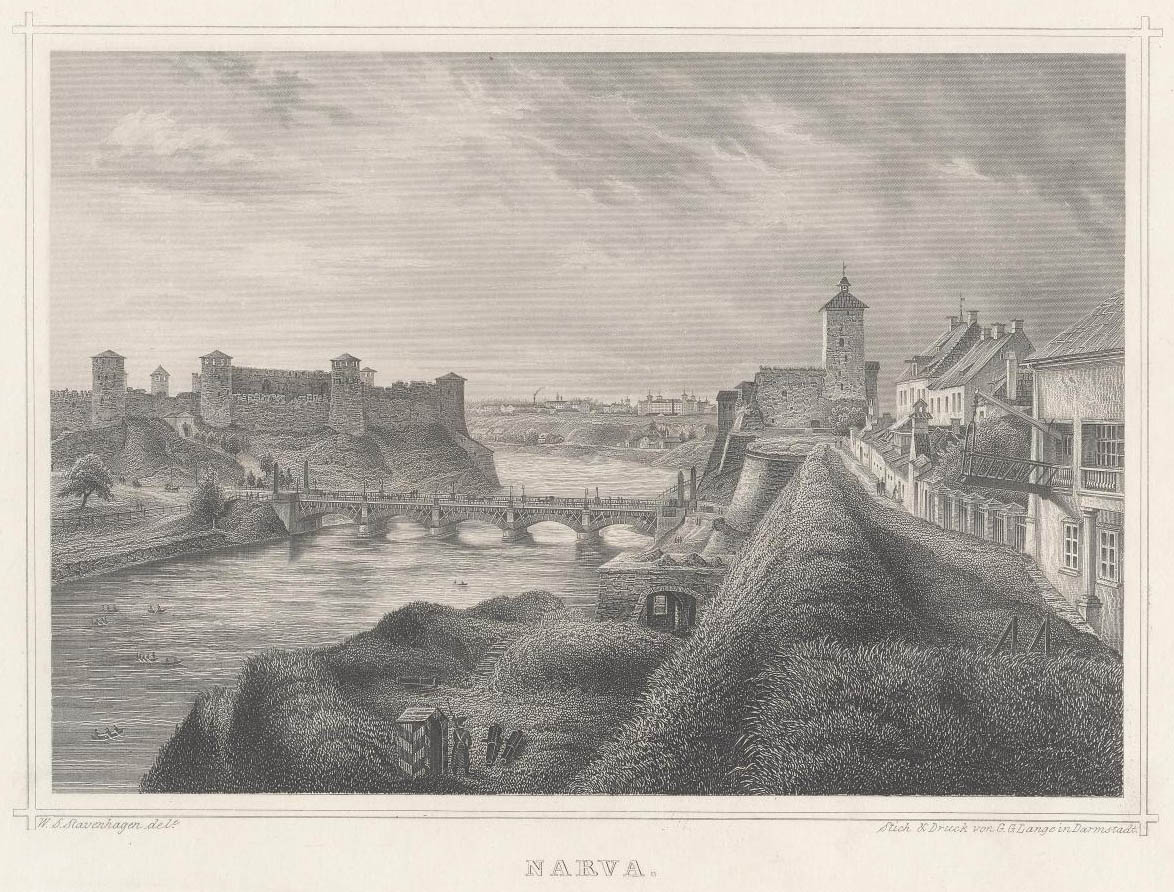
1860-е
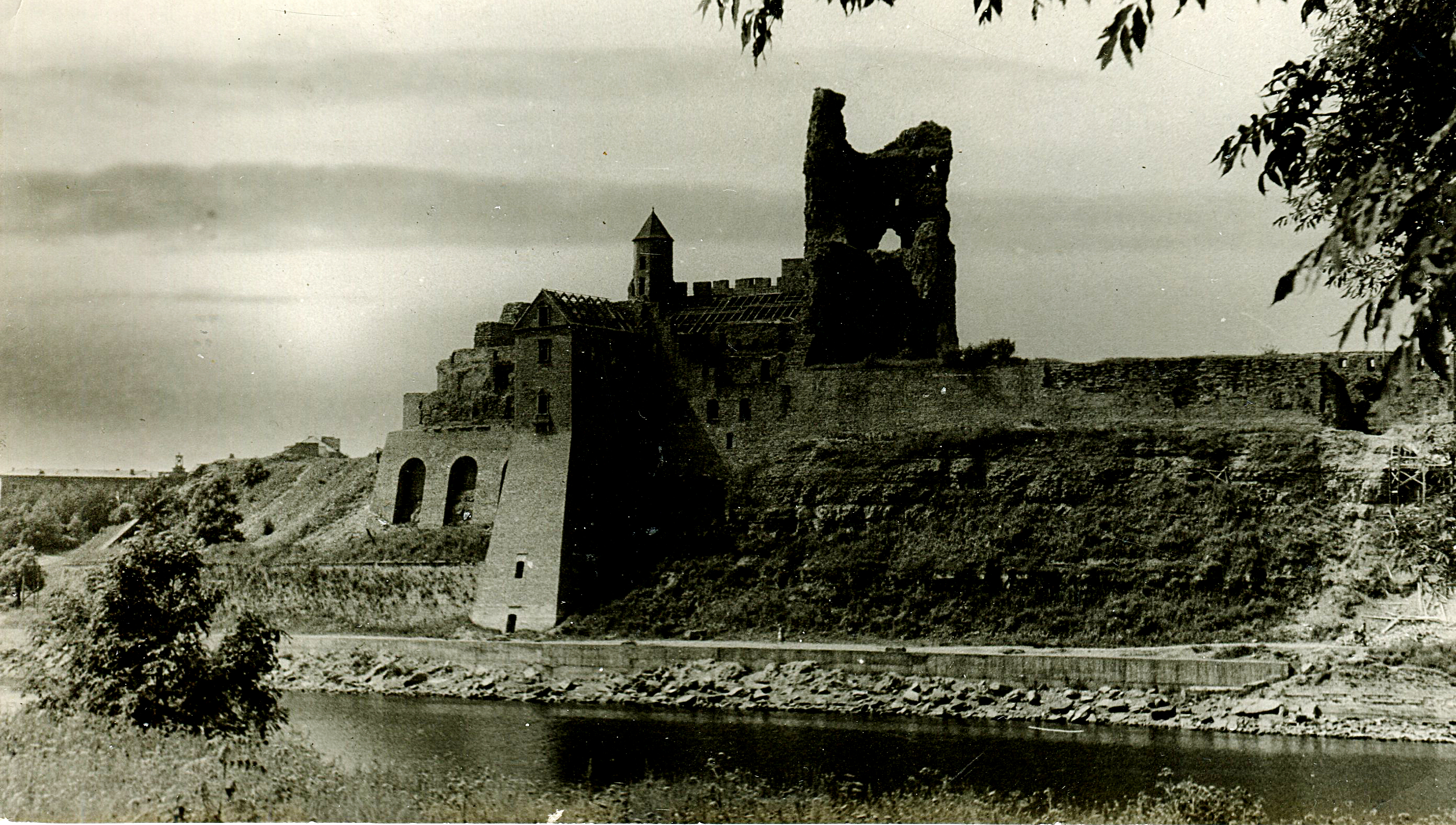
Замок после Второй мировой войны

## В кинематографе
В 2022 году на территории замка снимали эпизоды фильма-трилогии «Аптекарь Мельхиор».